# Philosepedon banski
Philosepedon banski är en tvåvingeart som först beskrevs av Rosario 1936.  Philosepedon banski ingår i släktet Philosepedon och familjen fjärilsmyggor. Inga underarter finns listade i Catalogue of Life.